# Yukihira Aika
Yukihira Aika (japanisch 行平 あい佳; geb. am 8. August 1991 als Gyohira Aika in Tokio) ist eine japanische Schauspielerin.

## Leben
Sie ist die Tochter der Sängerin und Pornodarstellerin Terashima Mayumi. Yukihira studierte an der Pädagogischen Hochschule der Waseda-Universität in Tokio-Shinjuku und schloss 2014 ihr Studium ab, danach arbeitete Yukihira als freiberufliche Regieassistentin und Storyboard-Autorin für Werbespots. 2017 begann sie mit der Schauspielerei. 2018 spielte sie die weibliche Hauptrolle der Akino in dem BDSM-Erotikdrama Be My Slave 2. Im gleichen Jahr kehrte sie in die Rolle für Be My Slave 3 zurück.

## Filmografie (Auswahl)
- 2018: Be My Slave 2
- 2018: Be My Slave 3
- 2021: Ichikei no Karasu, Fernsehserie

- 2022: Keiji Shichinin, Fernsehserie
- 2022: When the Rain Falls

- 2023: Kazama Kimichika: Kyojo Zero, Fernsehserie
- 2023: Reversal Orchestra, Fernsehserie
- 2024: JK to roppozensho, Fernsehserie